# 郁慕明
郁慕明（1940年7月19日—），中華民國政治人物，生於上海市。為新黨發起人之一，2002年至2003年擔任末任新黨召集人，召集人改制黨主席後，自2003年至2020年連續擔任九屆黨主席，之後曾任新黨榮譽主席。2017年成為台灣一帶一路經貿促進協會名譽理事長至今。

## 生平
郁慕明祖先是山東人，後遷至上海，居住於上海城隍廟附近的方浜路。郁慕明家族是上海藥商世家，郁慕明曾祖父郁怀智在清朝光绪二十九年（1903年）在上海開設藥房郁良心堂。郁慕明之父為郁元英，母親為蘇州人严钰琴。郁慕明家中成員眾多，有12個姐姐、4個哥哥，郁慕明為幺子，排行第17。
1948年，郁元英带郁慕明與郁慕南赴台參加国货博览会，打算在台湾投资做生意。1949年中華民國政府遷台後，郁慕明與其父及姐姐留在台灣生活。
表姐夫是已故的中华人民共和国国务院副总理黄菊。
郁慕明畢業於國防醫學院藥學系，之後進入生物形態研究所取得碩士。加入中國國民黨。1971年赴美國加州大學舊金山分校（UCSF）解剖學系進修，加入中華民國反共愛國聯盟，參與保釣運動。
返回臺灣之後在國防醫學院任教，教授解剖學。
1979年9月8日，黨外運動的《美麗島雜誌》在台北市中泰賓館舉行創刊酒會，郁慕明率領《疾風》雜誌社成員在外舉行「聲討國賊陳婉真行動大會」，引發衝突。
1980年，獲得中華民國十大傑出青年。
1989年，參加新國民黨連線的創立。1989年，當選立法委員。
1993年，因反對李登輝的兩岸政策，脫離國民黨，參與新黨的創立。
1997年3月22日，郁慕明與新黨全委會召集人陳癸淼公開記者會指出朱高正曾為國民黨的情報特務，稱他在德國唸書時，就拿國安局的經費替他們收集黨外人士的活動情形。並出示朱高正化名「陳廣信」的信件，證明朱高正當年在德國為國安局收集異議人士的言行活動。並表示他們有十足把握「陳廣信」是朱高正的化名，他們已證實信上文字是朱高正筆跡。信件上指出「陳廣信」在1980年寄給「安平」，記錄德國一場研討會上對艾琳達言行的詳加記載，並提到張俊宏、陳鼓應、王拓、李敖等異議人士。陳廣信利用接近艾琳達機會，觀察記錄其他異議人士一舉一動。最後向「安平」索取每個月一千美金的生活費，據郁、陳二人指稱，「陳廣信」就是朱高正化名，「安平」則是國安局。陳癸淼還宣稱，朱高正自選省長以來到擔任新黨黨鞭的種種行為，都是意在顛覆新黨。由於新黨退出國發會，在國民黨無法收編新黨的情況下，朱高正開使破壞、挑撥新黨，原先他們對朱高正的舉止言行感到困擾與不解，至此他們才恍然大悟為何朱高正一再的傷害新黨，原來朱高正一直是國民黨派來的「爪耙子」。
對此，朱高正則說他是第一次聽到「陳廣信」的名字，並反批他如果是國民黨特務，請將他槍斃，但若汙衊不實，「郁慕明就應該上吊自殺」。並稱郁、陳的迫害手法非常卑劣，就像苏联共产党總書記约瑟夫·斯大林迫害同僚列夫·托洛茨基。還說字跡任何人可以模仿，並反擊郁慕明「當年在美國是有名的國民黨特務學生」，保釣運動期間，許多人都因為他不得返國。並將到台北地檢署正式提出控訴郁、陳惡意誹謗。
2014年，與新同盟會長許歷農率團訪問中國大陸會見中國共產黨中央委員會總書記習近平，認為：「『一國兩制』將現在的『國』拉升到『民族』層次，是一個中華民族創造一個新中國，這話沒有不對」。
2015年8月19日，为民主進步黨前主席施明德联署，帮助施以无党籍的身份参加2016年中華民國總統選舉。
2015年9月3日，參與纪念中国人民抗日战争暨世界反法西斯战争胜利70周年大会。
2016年11月12日，新黨主席郁慕明赴中國大陸出席「紀念孫中山先生150年誕辰紀念大會」，郁慕明聽取中共中央總書記習近平的演講，并起立唱中華人民共和國國歌，招致批評。
2017年7月，中華民國解嚴30周年，郁慕明在臉書評價「民主變民粹、人權變特權、反共變反華」認為台灣移植西方民主算是全面失敗，對於蔡英文曾提倡藍綠一致對外、要求大陸「正視中華民國」，批評她便沒有正視中華民國及其提名的大法官說出「唱國歌會違背良心」之表態。
2018年12月1日，郁慕明接受台灣全民廣播電台（News98）「民意新連線」節目訪問時宣布，因新黨在2018年9合1選舉時只拿2席議員席次，該黨選舉結果未能成長，欲請辭新黨黨主席職務。
2020年中華民國立法委員選舉，新黨得票率僅為1.04%，創下歷屆得票最低，無法獲得政黨補助款，隨後郁慕明表示他在該屆新黨主席任期屆滿後不再續任。同年2月吳成典接任新党主席，郁慕明转任荣誉主席。
2021年4月，由于郁慕明不满新党党中央允许台北市议员李庆元加入新党，因而宣布卸任新党荣誉主席以示抗议。

## 選舉紀錄
| 年度 | 選舉屆數                     | 選舉區                                 | 所屬政黨   | 得票數  | 得票率 | 當選標記 | 備註 |
| ---- | ---------------------------- | -------------------------------------- | ---------- | ------- | ------ | -------- | ---- |
| 1981 | 第四屆臺北市議員選舉         | 臺北市第五選舉區                       | 中國國民黨 | 20,796  | 11.03% |          |      |
| 1985 | 第五屆臺北市議員選舉         | 臺北市第五選舉區                       | 中國國民黨 | 31,354  | 15.56% |          |      |
| 1989 | 第一屆立法委員第六次增額選舉 | 臺北市第二選舉區                       | 中國國民黨 | 93,111  | 19.32% |          |      |
| 1992 | 第二屆立法委員選舉           | 臺北市第二選舉區                       | 新黨       | 56,278  | 9.56%  |          |      |
| 1995 | 第三屆立法委員選舉           | 桃園縣選舉區                           | 新黨       | 74,119  | 11.61% |          |      |
| 1998 | 第四屆立法委員選舉           | 桃園縣選舉區                           | 新黨       | 24,459  | 3.65%  |          |      |
| 2001 | 第五屆立法委員選舉           | 臺北市第一選舉區                       | 新黨       | 26,214  | 4.23%  |          |      |
| 2008 | 第七屆立法委員選舉           | 全國不分區及僑居國外國民立法委員選舉區 | 新黨       | 386,660 | 3.95%  |          |      |
| 2012 | 第八屆立法委員選舉           | 全國不分區及僑居國外國民立法委員選舉區 | 新黨       | 195,960 | 1.49%  |          |      |

## 新聞

### 台灣菸酒公賣局特權
2016年7月18日，民進黨籍立法委员段宜康爆料，台灣菸酒公賣局的金雞母長壽菸在中國的代理商是新黨主席郁慕明靠特權取得，每年獲利一億三千多元台幣，核准日期4月8日，就在政黨輪替之前，授權長達10年，但台灣菸酒公司自己的權利金竟只有135萬，每年圖利郁慕明一億多元台幣。新黨主席郁慕明承認確有此事並表示：「不叫特權，這叫有影響力。」

### 臺商指控詐騙
2022年8月，有新黨黨員暨臺商指控郁慕明找了12位臺灣投資人，集資先後在香港成立「香港樂活」公司以及在中國東北設立「撫順樂活」房地產開發公司，但公司營運過程問題重重，包括以公司名義向郁慕明的另一家公司借貸人民幣2500萬元，但錢入帳的當天就有人民幣250萬元被匯到郁慕明的私人帳戶，剩下的部份也多由郁慕明處理，只有70萬用於還債，郁慕明涉嫌盜用公款。部份股東表示不願配合郁慕明的做法，郁慕明就把公司的大章及財務章作廢並重新申請，同時變更公司登記，讓自己成為公司唯一的董事。相關人士因此對郁慕明提告詐欺及背信。

## 外部連結
- 郁慕明的Facebook專頁
- 郁慕明觀察站的Facebook專頁
- YouTube上的郁慕明今郁良言頻道
- YouTube上的郁慕明郁言不止頻道